# Distrito electoral de Harrison (condado de Frontier, Nebraska)
Harrison (en inglés: Harrison Precinct) es un distrito electoral ubicado en el condado de Frontier en el estado estadounidense de Nebraska. En el Censo de 2010 tenía una población de 24 habitantes y una densidad poblacional de 0,25 personas por km².

## Geografía
Harrison se encuentra ubicado en las coordenadas 40°23′42″N 100°29′47″O / 40.39500, -100.49639. Según la Oficina del Censo de los Estados Unidos, Harrison tiene una superficie total de 95.67 km², de la cual 95.67 km² corresponden a tierra firme y (0%) 0 km² es agua.

## Demografía
Según el censo de 2010, había 24 personas residiendo en Harrison. La densidad de población era de 0,25 hab./km². De los 24 habitantes, Harrison estaba compuesto por el 100% blancos, el 0% eran afroamericanos, el 0% eran amerindios, el 0% eran asiáticos, el 0% eran isleños del Pacífico, el 0% eran de otras razas y el 0% pertenecían a dos o más razas. Del total de la población el 0% eran hispanos o latinos de cualquier raza.